# Ерёмин, Виктор Алексеевич
Виктор Алексеевич Ерёмин (род. 27 августа 1927) — советский передовик производства в монтажно-строительной промышленности. Герой Социалистического Труда (1970).

## Биография
Родился 27 августа 1927 года в деревне Мерлеево Серпуховского уезда, Московской губернии.
С 1944 года после окончания ремесленного училища начал трудовую деятельность  токарем на третьей доменной печи Кузнецкого металлургического комбината в городе Сталинске Кемеровской области.
Позже стал работать монтажником, монтировал высоковольтную линию от Таштагола до Мундыбаша для таёжного региона — Горная Шория.
С 1960 года работал бригадиром монтажников Второго строительного управления треста «Сибметаллургмонтаж». Бригада В. А. Ерёмина работала на строительстве Западно-Сибирском металлургическом комбинате,  монтировала сначала несложные объекты — бойлерную и технологическое оборудование литейного цеха. А вскоре бригаде В. А. Ерёмина был доверен монтаж домны.
Указом Президиума Верховного Совета СССР за отличие в труде был награждён Орденом Знак Почёта и медалью «За трудовое отличие».
21 декабря 1970 года указом Президиума Верховного Совета СССР «за выдающиеся производственные успехи в строительстве и досрочном освоении проектных мощностей промышленных объектов Западно-Сибирского металлургического завода имени 50-летия Великого Октября» был удостоен звания Героя Социалистического Труда с вручением ордена Ленина и золотой медали «Серп и Молот».
После выхода на пенсию жил в Новокузнецке.

## Награды
- Медаль «Серп и Молот» (21.12.1970)
- Орден Знак Почёта
- Медаль «За трудовое отличие» (26.07.1966)